# Varese
Varese este un oraș în Italia, și capitala provinciei cu același nume. În acest oraș locuiesc 81.751 de oameni.

## Demografie
Varese - evoluția demografică

|  | Graficele sunt indisponibile din cauza unor probleme tehnice. Mai multe informații se găsesc la Phabricator și la wiki-ul MediaWiki. |

Date: Recensăminte sau birourile de statistică - grafică realizată de Wikipedia